# آژونکور
آژونکور (به فرانسوی: Ajoncourt) یک کمون در فرانسه است که در Canton of Delme واقع شده‌است.

## خصوصیات
آژونکور ۳٫۵ کیلومترمربع مساحت و ۹۶ نفر جمعیت دارد و ۱۹۵ متر بالاتر از سطح دریا واقع شده‌است.